# Гасанкайды
Гасанкайды (азерб. Həsənqaydı) — село в Джебраильском районе Азербайджана.

## История
В годы Российской империи село Гасанкайды входило в состав Джебраильского уезда Елизаветпольской губернии, а в советские годы —  в состав Джебраильского района Азербайджанской ССР.
В результате Первой карабахской войны в августе 1993 года село перешло под контроль непризнанной Нагорно-Карабахской Республики. Фактический контроль сепаратистскими силами осуществлялся до 20 октября 2020 года. 20 октября президент Азербайджана Ильхам Алиев заявил, что азербайджанская армия взяла контроль над селом Гасанкайды в Джебраильском районе.

## Экономика
До 1993 года основной отраслью хозяйства была животноводство.